# Stéphan Vitalla
Ne doit pas être confondu avec Viitala.
Pas d'image ? Cliquez ici

a Compétitions nationales et continentales officielles uniquement.

b Matchs officiels uniquement.
Dernière mise à jour le 11 avril 2023.
Stéphan Vitalla, né le 23 mars 1984 à Oloron-Sainte-Marie, est un joueur international espagnol de rugby à XV d'origine française évoluant au poste de talonneur  (1,79 m pour 102 kg). 

## Clubs successifs
- FC Oloron
- Section paloise
- SU Agen
- 2003-2005 : Biarritz olympique pays basque
- 2005-2015 : FC Oloron

## Carrière internationale
- International français -18 ans
- International français -19 ans
- International espagnol senior

## Palmarès
- International français -18 ans : 8 sélections en 2002
- International français -19 ans : 1 sélection en 2003 (Écosse)
- International espagnol senior : 1 sélection en 2010 (Namibie)1 sélection en 2011 ( Russie Tournois des IV nations B)